# Роберт Фицо
Роберт Фицо (слч. Robert Fico; Топољчани, 15. септембар 1964) словачки је политичар. Фицо је председник владе Словачке и председник странке Смер — социјалдемократија.

## Младост и образовање
Роберт Фицо се родио и одрастао у радничкој породици у Топољчанима. До шесте године је са породицом живео у селу Хрушовани. Отац Људевит Фицо је радио као машиновођа а мајка Емилија Фицова је била продавачица обуће. Фицо има брата Ладислава и сестру Луцију. Жена Светлана је правница и професорка и њу је упознао на студијама у Братислави. Имају једног сина.
Роберт Фицо је дипломирао право на Универзитету Комениус у Братислави 1986. године. Докторирао је 1992. године. Од дипломирања до 1995. године је радио на правном институту при министарству правде Словачке. Од 1994. године до 2000. године је радио као заступник Словачке пред Европском комисијом за људска права и Европским судом за људска права.

## Политичка каријера
Роберт Фицо је постао члан Комунистичке партије Словачке 1987. године која је са сестринском Комунистичком партијом Чехословачке имала повлашћен положај у политичком систему Чехословачке. За посланика је изабран 1992. као кандидат Странке демократске левице која је настала у новембру 1989. преименовањем дотадашње Комунистичке партије. До 2006. је био посланик у Народној ради Словачке републике.
Након избора 1998. створена је широка политичка коалиција која је укључила бројне странке левице. Роберт Фицо се противио коалицији са Мађарском коалицијом због ставова око тзв. Бенешових декрета. Роберт Фицо је у том тренутку био најпопуларнији политичар у држави а на изборима је добио највише преференцијалних гласова од кандидата СДЛ те је очекивао да буде постављен за министра или за тужиоца. Након спора са сопственом странком у децембру 1999. је напушта и оснива нову странку СМЕР. С почетка је презентована као странка центра међутим убрзо је преузела позицију левичарске странке након распада Фицове претходне странке СДЛ. У периоду до 2002. странка се представљала као алтернатива и тренутној власти и опозицији под паролом „трећи пут“. Странка се представљала као словачки пандан британским лабуристима или немачком СДП. 
Роберт Фицо је 2004. године представио идеју уједињења левичарских странака. Три странке (Социјалдемократска алтернатива, Странка демократске левице и Словачка социјалдемократска странка) су прихватиле чињеницу да немају могућност за самостални прелазак цензуса те су прихватиле позив Фица за уједињење са СМЕР-ом. Фицова странка је тада променила назив у СМЕР-социјална демократија. Уједињење није било од великог утицаја на број гласача колико на утврђивање као водеће социјалдемократске странке као и међународно признање и повратак у Странку европских социјалиста након суспензије због сарадње са Словачком народном странком Јана Слоте која се сматра за странку екстремне деснице.

### Први премијерски мандат
Фицова странка је однела победу освојивши највише гласова на изборима 2006. Скупштинску већину и владу су формирали са Народном странком - Покретом за демократску Словачку Владимира Мечјара и контроверзном Словачком народном странком Јана Слоте. Мечијар и Слота су водили коалицију између 1994. и 1998. када су преговори Словачке са ЕУ и НАТО били заустављени међутим у то време је Фицо критиковао њихов рад из опозиције. Иако је Странка европских социјалиста блокирала чланство СМЕР-а након оснивања ове коалиције, у фебруару 2008. СМЕР је повратио пуноправно чланство.
Роберт Фицо је изабран за председника владе 4. јула 2006. Као премијер на унутрашњем плану се заложио за преиспитивање свих одлука претходне владе, промену пореског система и ренационализацију међутим због плана за увођење евра у 2009. неке од ових идеја су морале бити одбачене. На спољашњем плану Фицо се противи постављању америчког ракетног штита у Чешкој и Пољској као и признавању Косова које је упоредио са Судетима након чега је у парламенту добио подршку свих странака осим Мађарске коалиције.

### Други премијерски мандат
Током парламентарних избора 2023. године, Фицо је учествовао у кампањи за престанак војне подршке Украјини у руско-украјинском рату и изразио интересовање за почетак мировних преговора. Његова партија Смер – социјалдемократија (Смер) освојила је највише гласова на изборима, са 22,95% гласова и 42 мандата. Фицо је формирао коалицију са Гласом – Социјалдемократијом (Хлас) и Словачком националном странком, а свој четврти премијерски мандат започео је 25. октобра.

### Атентат
Дана 15. маја 2024. године, након састанка владе у културном центру Хандлове, нападач је испалио неколико хитаца у Фица, који је тешко рањен са неколико погодака у груди и стомак, и пребачен у оближњу болницу. Нападач је убрзо ухапшен. Напад је наишао на строгу осуду многих европских политичара, укључујући одлазећу председницу Словачке Зузану Чапутову, председницу Европске комисије Урзулу фон дер Лајен, председника Србије Александра Вучића, премијера Мађарске Виктора Орбана и друге.